# Plácido Domingo Ferrer
Plácido Domingo Ferrer (Barcelona, 11 de març de 1907 - Ciutat de Mèxic, 22 de novembre de 1987) va ser un baríton líric de sarsuela espanyol.
Fill de Pere Domingo Tresserras i Maria Ferrer. Va estudiar música en el conservatori a Saragossa amb el mestre Teodoro Ballo. Va debutar en el teatre Parisiana de Saragossa amb l'obra Els esparvers. En traslladar-se la companyia a Madrid, el cantant va començar a freqüentar el Cafè Castella al carrer de les Infantes. Allí va tenir l'oportunitat de conèixer a grans artistes, llibretistes, empresaris i músics. En una d'aquestes tertúlies va conèixer a la cantant Josefa Embill amb qui es casaria en 1940. Un any abans havien estrenat tots dos Sor Navarra de Federico Moreno Torroba en el teatre Gayarre de Pamplona. Van formar part de la companyia Agafes Lírics dirigida per Antonio Mitjà. Amb aquesta companyia van recórrer gairebé tot Espanya.
En 1946 i quan pertanyien a la companyia lírica de Moreno Torroba es van embarcar rumb a Mèxic portant amb si als seus dos fills, Mari Pepa i Plácido. A Amèrica van realitzar una gira però va anar a Mèxic on més èxit van tenir pel que van decidir instal·lar allí la seva residència. Des de llavors van formar la seva pròpia companyia i durant més de vint anys van recórrer els millors teatres dels països americans aconseguint contractes fins i tot de Nova York.
En 1966 van tornar a Espanya per realitzar una gira amb la companyia de José Lluna. De retorn a Mèxic van gravar diverses sarsueles per al canal 2 de la televisió. La seva última aparició en escena va ser en el Liceu de Barcelona, amb la sarsuela Doña Francisquita de Amadeo Vives, dirigits pel seu fill Plácido.